# Krawara
Krawara [pronunciación en polaco: /kraˈvara/] es un pueblo ubicado en el distrito administrativo de Gmina Chlewiska, dentro del Condado de Szydłowiec, Voivodato de Mazovia, en el este de Polonia central. Se encuentra aproximadamente a 7 kilómetros al noreste de Chlewiska, a 6 kilómetros al norte de Szydłowiec, y a 105 kilómetros al sur de Varsovia.
El pueblo tiene una población de 40 habitantes.